# Дирское аббатство
Дирское аббатство или аббатство Девы Марии Дирской (англ. Deer Abbey или Abbey of St. Mary of Deer) — католический монастырь в области Абердиншир, Шотландия.

## История
Аббатство было основано в 1219 г. монахами-цистерцианцами из аббатства Кинлосс в Морее на землях, дарованных Уильямом Комином, графом Бухана. Считается, что аббатство Дир было построено на развалинах более древнего монастыря, основанного за шесть веков до этого Св. Дростаном, учеником и последователем Св. Колумбы. В X в. в стенах этого монастыря была создана Дирская книга — евангелие, написанное на латыни, староирландском и гэльском языках, древнейший сохранившийся образчик гэльской литературы Шотландии.